# 1980 PJ1
1980 PJ1 är en asteroid i huvudbältet som upptäcktes den 6 augusti 1980 av den danske astronomen Richard West vid La Silla-observatoriet.
Asteroiden har en diameter på ungefär 3 kilometer.